# Universidade de Wisconsin–Madison
A Universidade de Wisconsin–Madison, também conhecida como UW–Madison, Madison, Wisconsin, é uma universidade e centro de pesquisas altamente seletiva, localizada em Madison, Wisconsin. Fundada em 1848, é a maior universidade no estado com um total de mais de 41 000 estudantes matriculados, dos quais aproximadamente 29 000 em cursos de graduação.